# Andy Muschietti
Andy Muschietti (Vicente López, 26 de agosto de 1973), é um cineasta argentino que alcançou amplo reconhecimento com o filme Mama (2013) que ele fez com Neil Cross e sua irmã, produtora e roteirista Barbara Muschietti, baseada em seu curta de três minutos de mesmo nome. Este filme, que ele fez aos 39 anos, chamou a atenção de Guillermo del Toro, que então atuou como produtor executivo.
Ele ganhou mais reconhecimento por dirigir os dois filmes baseado no livro It de Stephen King, sendo o filme It (2017), que se tornou o filme de terror de maior bilheteria de todos os tempos, e o segundo sendo It: Chapter Two (2019). Ambos são distribuídos pela Warner Bros. Pictures e produzidos pela New Line Cinema.
Muschietti irá dirigir dois próximos filmes, também para a Warner Bros. sendo eles The Flash (2023), estrelado por Ezra Miller, ambientado no Universo Estendido DC, e uma adaptação live-action de Attack on Titan. Ele também deve dirigir um remake de The Howling para a Netflix.

## Biografia
Muschietti nasceu e foi criado em Vicente López, Buenos Aires, Argentina e tem uma irmã mais velha, Barbara Muschietti. Tanto ele quanto sua irmã estudaram na Fundación Universidad del Cine.

## Carreira
Em 2013, Muschietti dirigiu seu filme de estreia, o terror sobrenatural Mama (2013), que ele co-escreveu com Neil Cross e sua irmã Barbara Muschietti, com a última também atuando como produtora. Foi baseado no curta-metragem de três minutos de Muschietti, Mamá, que atraiu Guillermo del Toro, que afirmou que tinha as cenas "mais assustadoras" que ele "já viu". O curta convenceu del Toro a produzir o longa-metragem, estrelado por Jessica Chastain, Nikolaj Coster-Waldau, Megan Charpentier e Isabelle Nelisse, e foi lançado pela Universal Pictures em 18 de Janeiro de 2013. O filme arrecadou mais de US$ 146 milhões e teve um orçamento de US$ 15 milhões.
Em Setembro de 2013, a Universal contratou Muschietti para um reboot da franquia A Múmia (2017), mas ele deixou o projeto em Maio de 2014 devido a diferenças criativas com o rascunho do roteiro de Jon Spaihts.
Em Julho de 2015, após a saída de Cary Joji Fukunaga, Muschietti foi contratado pela New Line Cinema para dirigir a adaptação It em duas partes do romance de Stephen King. Barbara produziu junto com Dan Lin, Roy Lee, Seth Grahame-Smith e David Katzenberg. Os filmes foram lançados It (2017) e It: Chapter Two (2019) respectivamente.
Em Abril de 2021, Andy e Barbara Muschietti formaram sua própria produtora chamada Double Dream, com The Flash (2023) servindo como o primeiro projeto da empresa.

### Projetos anunciados anteriormente
Em Fevereiro de 2013, a Universal Pictures anunciou que Muschietti dirigiria a adaptação cinematográfica de Bird Box, baseado no romance de Josh Malerman, que Scott Stuber, Chris Morgan e Barbara produziriam, com Eric Heisserer definido para escrever o roteiro. Em Janeiro de 2014, Muschietti estaria entre os favoritos para dirigir um filme do He-Man para a Warner Bros. Pictures, um remake de Masters of the Universe. Em Junho de 2014, o Deadline informou que Muschietti estava na lista de diretores para dirigir uma sequência do filme de fantasia Branca de Neve e o Caçador (2012) para a Universal. Em Setembro de 2014, a Sony Pictures nomeou Muschietti para dirigir a adaptação cinematográfica de Shadow of the Colossus depois que Josh Trank saiu devido a um compromisso com um próximo spin-off de Star Wars. Barbara co-produziu o filme com Kevin Misher, com Seth Lochhead definido para escrever o roteiro.
Em Fevereiro de 2015, o Deadline informou que a Sony estava procurando contratar Muschietti para dirigir um projeto live-action de Robotech , com Gianni Nunnari e Mark Canton anexados para produzir, e Michael B. Gordon como roteirista. Em Março de 2015, a Plan B Entertainment optou pelos direitos de filmagem do conto de Stephen King "The Jaunt" da coleção Skeleton Crew, com Muschietti para dirigir e Barbara anexada como produtora.
Em Setembro de 2017, o Deadline informou que Muschietti foi anexado a uma versão cinematográfica do livro Dracul.
Em Dezembro de 2017, foi anunciado que Muschietti produzirá ao lado de sua irmã, Barbara, a adaptação do romance de ficção científica The Electric Slate, de Simon Stålenhag, a ser dirigido pelos Irmãos Russo.
Em 29 de Outubro de 2018, foi anunciado que Muschietti dirigirá uma reinicialização do filme live-action de Attack on Titan para a Warner Bros.
Em Julho de 2019, a Warner Bros. estava procurando contratar Muschietti para dirigir um filme do Universo Estendido DC. Em Agosto de 2019, Muschietti confirmou que The Flash (2023) será seu próximo projeto. O filme está programado para ser lançado em 23 de Junho de 2023.
Em Agosto de 2019, Muschietti foi anunciado para produzir a adaptação cinematográfica de Roadwork de Stephen King com direção de Pablo Trapero.
Em Janeiro de 2020, Muschietti foi anunciado para dirigir um remake de The Howling para a Netflix.

## Vida Pessoal
A irmã de Muschietti, Barbara Muschietti, também é escritora e produtora de cinema. Ele é de ascendência ítalo-argentina.

## Filmografia
| Ano  | Título          | Diretor | Roteirista | Notas              |
| ---- | --------------- | ------- | ---------- | ------------------ |
| 2008 | Mamá            | Sim     | Sim        | Curta              |
| 2013 | Mama            | Sim     | Sim        | Estreia na direção |
| 2017 | It              | Sim     | Não        |                    |
| 2019 | It: Chapter Two | Sim     | Não        |                    |
| 2023 | The Flash       | Sim     | Não        | Pós-produção       |

### Televisão
| Ano           | Título      | Diretor | Roteirista | Produtor  | Notas |
| ------------- | ----------- | ------- | ---------- | --------- | ----- |
| 2020-presente | Locke & Key | Não     | Não        | Executivo |       |

### Outros Créditos
| Data | Filme                      | Notas                                         |
| 1996 | Moebius                    | Gerente de Relações Públicas                  |
| 1996 | Evita                      | Assistente de produção de set                 |
| 2000 | Una noche con Sabrina Love | Segundo assistente de direção Ator: TV Switch |

## Prêmios
| Ano  | Prêmio                                           | Categoria                       | Filme           | Resultado | Ref.   |  |
| ---- | ------------------------------------------------ | ------------------------------- | --------------- | --------- | ------ |  |
| 2013 | Fantasporto                                      | Melhor Diretor                  | Mama            | Venceu    | [ 32 ] |  |
| 2013 | Festival Internacional de Cinema de Palm Springs | Diretores a observar            | Mama            | Venceu    | [ 33 ] |  |
| 2020 | Imagen Awards                                    | Melhor Diretor – Longa-Metragem | It: Chapter Two | Indicado  | [ 34 ] |  |